# Dolina Śmierci

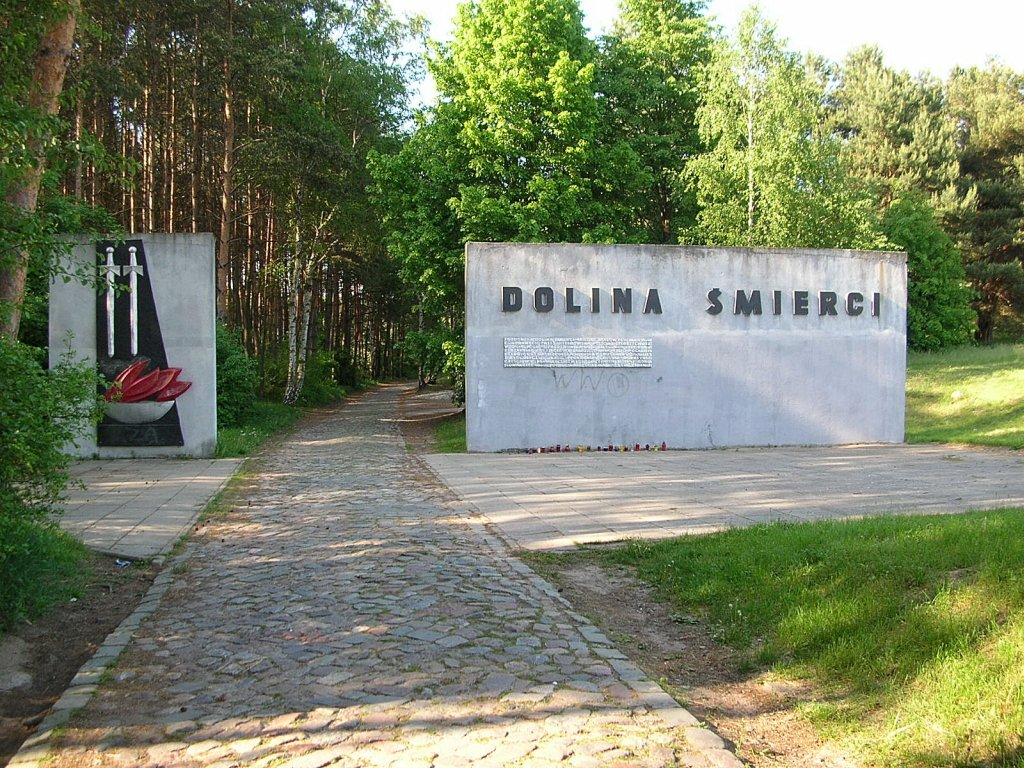
Minnesplatsen i Dolina Śmierci.

Dolina Śmierci (polska "Dödens dal") i distriktet Fordon i Bydgoszcz var under andra världskriget en avrättningsplats, där nazisterna mördade mellan 5 000 och 6 600 polacker och polska judar. I dag är platsen griftegård och minnesplats.
Kort efter det polska fälttåget i september 1939 mördades polska professorer, lärare, präster och ämbetsmän av den paramilitära Volksdeutscher Selbstschutz under ledning av Ludolf von Alvensleben och Einsatzkommando 16 under Rudolf Tröger. Syftet var att utplåna den polska intelligentian i Reichsgau Danzig-Westpreußen och aktionen utgjorde en del av Operation Tannenberg.